# Waldemar von Gazen
Waldemar von Gazen o von Gaza (Amburgo, 6 dicembre 1917 – Gottinga, 13 gennaio 2014) è stato un militare tedesco insignito della Croce di Cavaliere con Fronde di Quercia e Spade.

## Biografia
Apparteneva ad una famiglia dell'alta borghesia baltica affrancata alla nobiltà nel 1767 e studiò all'università di Amburgo, sua città natale, dove ebbe i primi approcci con il nazismo, del quale non fu mai molto entusiasta, ma affascinato dalla vita militare, frequentò il corso ufficiali all'antica scuola militare di Schwerin, uscendone sottotenente d'artiglieria.
Con questo grado fu poi trasferito nella compagnia dei panzer comandata dal generale Smilo von Luttwitz, e con questi partecipò alle invasioni di Cecoslovacchia, Polonia e Francia, rimanendo appunto di stanza in Polonia, ove venne insignito della Croce di Ferro e poi della Croce Tedesca. Promosso tenente e poi capitano della Wehrmacht, partecipò come comandante di un'unità di panzer all'operazione Barbarossa in Unione Sovietica e combatté nella battaglia di Stalingrado, durante la quale fu promosso maggiore e insignito della Croce di Cavaliere della Croce di Ferro.
Fu in parte sua la responsabilità della resa ai sovietici: infatti fu tra gli emissari di pace del comandante tedesco von Weichs al comandante Čujkov. Von Gazen scontò alcuni anni di prigionia, fino al 1956 nell'Unione Sovietica, per poi essere liberato e rimandato in Germania.Qui entrò nella Bundeswehr della Germania Ovest come ufficiale in Baviera e si occupò della ricerca dei corpi dei soldati tedeschi dispersi in Unione Sovietica dopo la disfatta, purtroppo con pessimi successi. Fu anche deputato al Parlamento di Bonnper come esponente del Centro Cattolico e sindaco di Oldenburg.

## Onorificenze
- Croce di Ferro di 1ª e 2ª classe
- Croce Tedesca